# تاريخ اليهود في إثيوبيا
يشير تاريخ اليهود في إثيوبيا إلى الأشخاص الذين يمارسون اليهودية أو لديهم أصل يهودي ضمن إثيوبيا. يعود هذا التاريخ إلى آلاف السنين. أكبر مجموعة يهودية في إثيوبيا هي بيتا إسرائيل، والمعروفة أيضًا باليهود الإثيوبيين. تشمل فروع بيتا إسرائيل بيتا أبراهام والفلاشا، وهم يهود إثيوبيون تحولوا إلى المسيحية، وارتد بعضهم إلى اليهودية. تعد أديس أبابا موطنًا لمجتمع صغير من يهود عدن. تحافظ حركة حباد أيضًا على وجودها في أديس أبابا.

## تاريخيًا

### التاريخ المبكر (325–1270)
وفقًا لتقليد بيتا إسرائيل، تأسست مملكة بيتا إسرائيل الأسطورية، والتي سميت فيما بعد مملكة سيمين، في البداية بعد إعلان الحاكم عيزانا المسيحية دينًا رسميًا لمملكة أكسوم. رفض السكان الذين كانوا يمارسون اليهودية التحول إلى المسيحية وبدأوا في الثورة. أُشير إلى هذه المجموعة باسم «بيتا إسرائيل». بعد حرب أهلية بين السكان اليهود والسكان المسيحيين، قيل إن بيتا إسرائيل أقامت دولة مستقلة تقع في منطقة جبال سيمين ومنطقة دمبيا -الواقعة شمال بحيرة تانا وجنوب نهر سيتيت. مع ذلك، لا يوجد أي دليل يدعم وجودها بشكل مباشر، ويعتبر العلماء أن تاريخها غير مرجح. رغم ذلك، لا شيء في السجل التاريخي من القرن السادس حتى القرن الثالث عشر يسمح للعلماء بوضع أكثر من مجرد فرضيات أولية بشأن المجتمعات اليهودية في ذلك الوقت.

### الهيمنة المسيحية (1270–1855)
يعود أول ذكر مسجل لبيتا إسرائيل إلى السجل الملكي للإمبراطور أمدا سيون، الذي أرسل قوات لتهدئة المقاطعات الشمالية الغربية سيمين وتسليمت وتسجيدي وويجارا حيث اكتسبت بيتا إسرائيل شهرة. أرسل قواته هناك لمحاربة الشعوب «مثل اليهود».

#### فترة قوندر (1632–1855)
بعد انتهاء حكم بيتا إسرائيل الذاتي في إثيوبيا في عشرينيات القرن السادس عشر، صادر الإمبراطور سوسينيوس الأول أراضيهم وعمد آخرين قسرًا. بالإضافة إلى ذلك، كانت ممارسة أي شكل من أشكال الديانة اليهودية محظورة في إثيوبيا. نتيجةً لهذه الفترة من الاضطهاد، فُقدت أو تغيرت الكثير من الثقافات والممارسات اليهودية التقليدية.

مع ذلك، يبدو أن مجتمع بيتا إسرائيل استمر في الازدهار خلال هذه الفترة. كانت عاصمة إثيوبيا قوندر في دمبيا محاطة بأراضي بيتا إسرائيل. خدم شعب بيتا إسرائيل حرفيين وبنائين ونجارين للأباطرة منذ القرن السادس عشر فصاعدًا. تجنب الإثيوبيون مثل هذه الأدوار باعتبارها وضيعة وأقل شرفًا من الزراعة. ذكرت هذه الروايات أيضًا أن معرفة بسيطة باللغة العبرية استمرت بين الأفراد في القرن السابع عشر. مثلًا، كتب مانويل دي ألميدا، وهو دبلوماسي ورحالة برتغالي في ذلك الوقت، ما يلي:
كان هناك يهود في إثيوبيا منذ البداية. منهم من اهتدى إلى شريعة سيدنا المسيح؛ بينما استمر آخرون في عماهم وامتلكوا في السابق العديد من الأراضي الواسعة، بما في ذلك مملكة دمبيا بأكملها تقريبًا ومقاطعتي أوغارا وسيمان. كان ذلك عندما كانت الإمبراطورية [المسيحية] أكبر بكثير، ولكن، بما أن شعوب الغالا [الوثنيين والمسلمين] كانوا يضغطون عليهم [من الشرق والجنوب]، ضغط الأباطرة عليهم [أي اليهود إلى الغرب؟] أكثر من ذلك بكثير وأخذوا منهم دمبيا وأوغارا بقوة السلاح منذ سنوات عديدة. أما في سيمان، دافعوا عن أنفسهم بإصرار كبير، ساعدهم في ذلك موقع جبالهم ووعورتها. هرب العديد من المتمردين وانضموا إليهم حتى هاجم الإمبراطور الحالي سيتان سيكيد [الاسم الملكي لسوسينيوس] الملك جدعون في عامه التاسع وهزمه، وفي عامه التاسع عشر هاجم سامن وقتل جدعون....  قُتل غالبيتهم وخيرتهم في هجمات مختلفة، واستسلم الباقون أو تفرقوا في اتجاهات مختلفة. نال العديد منهم المعمودية المقدسة، ولكن معظمهم احتفظ بالمبادئ اليهودية السابقة. يوجد العديد من هؤلاء في دمبيا وفي مناطق مختلفة؛ يعيشون على نسج القماش وصناعة الرماح والمحاريث وغيرها من الأدوات الحديدية، فهم حدادون عظماء. بين ممالك الإمبراطور والكافرين الذين يعيشون بجوار النيل خارج الأراضي الإمبراطورية، يوجد عدد أكبر بكثير من هؤلاء اليهود الذين يطلق عليهم الفلاشا والذين يختلطون مع بعضهم البعض. الفلاشا أو اليهود هم من العرق [العربي] [ويتحدثون] العبرية، رغم أنها محوّرة للغاية. لديهم كتبهم المقدسة العبرية ويرتلون المزامير في كنسهم.

### التاريخ الحديث
يبدأ التاريخ المعاصر لمجتمع بيتا إسرائيل بإعادة توحيد إثيوبيا في منتصف القرن التاسع عشر في عهد تيودروس الثاني. في ذلك الوقت، قُدر عدد سكان بيتا إسرائيل بما يتراوح بين 200,000 و350,000 نسمة.

#### البعثات المسيحية والإصلاح الرباني
رغم الاحتكاكات العرضية في مرحلة سابقة، لم يدرك الغرب جيدًا وجود مجتمع بيتا إسرائيل إلا بعد الاحتكاك به من خلال المبشرين البروتستانت التابعين لـ«جمعية لندن لنشر المسيحية بين اليهود» المتخصصة في تحويل اليهود إلى المسيحية. بدأت المنظمة عملها في إثيوبيا عام 1859. عمل المبشرون البروتستانت، تحت إشراف يهودي متحول يُدعى هنري آرون ستيرن، على تحويل العديد من مجتمع بيتا إسرائيل إلى المسيحية. بين عامي 1859 و1922، تحول نحو 2,000 من أعضاء بيتا إسرائيل إلى المسيحية الإثيوبية (لم يتحولوا إلى البروتستانتية بسبب اتفاق المبشرين البروتستانت مع حكومة إثيوبيا). يُفسر العدد المنخفض نسبيًا من التحولات جزئيًا من خلال رد الفعل القوي على التحولات من قبل القيادة الدينية لمجتمع بيتا إسرائيل. يُعرف أعضاء بيتا إسرائيل الذين تحولوا إلى المسيحية اليوم باسم «الفلاشا».